# 線紋鈎腕魷
線紋鈎腕魷（学名：Abraliopsis lineata）为武裝魷科擬鈎腕魷屬下的一个种。其种加词“lineata”意为“线条状的”。